# Одакселания
Одакселагния (греч.  ὀδάς, odáx, «зубы» и λαγνεία, lagneía, «вожделение») — парафилия, фокус эротического интереса которой — возбуждение от укусов. Одакселагния считается лёгкой формой садомазохизма. Альфред Кинси, изучавший одакселагнию, сообщил, что примерно половина всех опрошенных испытывали сексуальное возбуждение от укусов.